# نوزومی مومی
نوزومی مومی (انگلیسی: Nozomi Momoi؛ زاده درگذشته ۱۲ اکتبر ۲۰۰۲) یک بازیگر پورنوگرافی اهل ژاپن بود.